# Mariano Friedick
Mariano Friedick (ur. 9 stycznia 1975 w Tarzana) – amerykański kolarz torowy i szosowy, dwukrotny medalista torowych mistrzostw świata.

## Kariera
Pierwszy sukces w karierze Mariano Friedick osiągnął w 1993 roku, kiedy został wicemistrzem świata juniorów szosowym wyścigu ze startu wspólnego. W 1994 roku wspólnie z Adamem Laurentem, Dirkiem Copelandem i Carlem Sundquistem zdobył srebrny medal w drużynowym wyścigu na dochodzenie podczas mistrzostw świata w Palermo. W tej samej konkurencji Amerykanie w składzie: Mariano Friedick, Dirk Copeland, Zachary Conrad i Matt Hamon wywalczyli brązowy medal na mistrzostwach świata w Bogocie w 1995 roku. W tym samym roku brał udział w igrzyskach panamerykańskich w Mar del Plata, zajmując drugie miejsce w szosowym wyścigu ze startu wspólnego. Friedick wystąpił także na igrzyskach olimpijskich w Atlancie w 1996 roku, gdzie wraz z kolegami był szósty, a na rozgrywanych cztery lata później igrzyskach w Sydney zajął dziesiąte miejsce zarówno drużynowo jak i indywidualnie.